# Josep Navarro i Ferrero
Josep Navarro i Ferrero (Beneixama, 1933 - Villena, 2008) va ser un pintor valencià.
Es va formar a l'Escola Superior de Belles Arts de Sant Carles, a la ciutat de València. Posteriorment, va formar part de grups artístics com Neos, Rotgle Obert i el Moviment Artístic de la Mediterrània. De nou a la comarca de l'Alt Vinalopó, va ser professor i catedràtic de dibuix a l'institut Hernandez Amorós de Villena. També hi cal destacar el seu paper en la difusió i representació del Tractat d'Almizra.
La seua obra abasta des de la dècada dels 50 fins a la dels 90 del segle xx. El seu estil va evolucionar cap a l'abstacció geòmetrica, que destacava per l'harmonia de la composició. El crític d'art Alfons Roig apuntava que "la seua obra fluctua entre les geometries del cosmos: ornaments dipositats sobre les restes d'un paisatge fragmentat i contornejat, buidat de la seua anterior presència, convertit en perenne manifestació d'un artifici conceptual".